# Peter Sack
Peter Sack (ur. 27 lipca 1979 w Schkeuditz) – niemiecki lekkoatleta, kulomiot.
Jedenastokrotny medalista mistrzostw kraju w kategorii seniorów, w tym trzy tytuły mistrza Niemiec (2007 – stadion oraz hala, 2008 – hala). W 2010 ogłosił zakończenie kariery sportowej.
Jego starszy brat – René także uprawiał pchnięcie kulą.

## Osiągnięcia
| Rok  | Impreza                                 | Miejsce     | Lokata            | Wynik |
| ---- | --------------------------------------- | ----------- | ----------------- | ----- |
| 1997 | Mistrzostwa Europy juniorów             | Lublana     | 3. miejsce        | 17,23 |
| 1998 | Mistrzostwa świata juniorów             | Annecy      | 4. miejsce        | 18,09 |
| 2001 | Młodzieżowe mistrzostwa Europy          | Amsterdam   | 9. miejsce        | 18,26 |
| 2003 | Zimowy puchar Europy w rzutach          | Gioia Tauro | 3. miejsce        | 19,53 |
| 2004 | Igrzyska olimpijskie                    | Ateny       | el. – 28. miejsce | 19,09 |
| 2005 | Halowe mistrzostwa Europy               | Madryt      | el. – 12. miejsce | 19,47 |
| 2006 | Halowe mistrzostwa świata               | Moskwa      | el. – 11. miejsce | 19,79 |
| 2007 | Superliga pucharu Europy                | Monachium   | 1. miejsce        | 20,28 |
| 2007 | Mistrzostwa świata                      | Osaka       | eliminacje        | NM    |
| 2008 | Halowe mistrzostwa świata               | Walencja    | 8. miejsce        | 20,05 |
| 2008 | Superliga pucharu Europy                | Annecy      | 1. miejsce        | 20,41 |
| 2008 | Igrzyska olimpijskie                    | Pekin       | el. – 13. miejsce | 20,01 |
| 2008 | Światowy Finał IAAF                     | Stuttgart   | 6. miejsce        | 19,91 |
| 2009 | Superliga drużynowych mistrzostw Europy | Leiria      | 4. miejsce        | 19,76 |
| 2009 | Mistrzostwa świata                      | Berlin      |                   | NM    |

## Rekordy życiowe
- pchnięcie kulą – 21,19 (2008)
- pchnięcie kulą (hala) – 20,88 (2008)